# Armoriale delle famiglie italiane (Pa-Pall)
Questo è l'armoriale delle famiglie italiane il cui cognome inizia con le lettere che vanno da Pa a Pall.

## Armi

### Pac
| Stemma | Casato e blasonatura |
| ------ | --- |
|        | Pacca (Napoli, Benevento, Viterbo) Titolo: marchese di Matrice, patrizio di Benevento, nobile di Corneto di Velletri e Viterbo Interzato in fascia: nel 1° d'oro al giovine guerriero uscente, armato di corazza ed elmo il tutto al naturale; nel 2° d'azzurro al guerriero vecchio uscente ed armato allo stesso modo; nel 3° di nero al teschio umano d'argento accollato a due ossa passate in croce di S.Andrea (citato in DAlena) interzato: 1° d'oro al giovane guerriero al naturale, 2° d'azzurro all'anziano guerriero al naturale, 3° di nero al teschio do morto accollato da due ossa di morto decussate d'argento (citato in (23)) interzato in fascia di oro di azzurro e di nero - busto di giovane guerriero armato al naturale in maestà nascente dalla partizione su oro - busto di un vecchio guerriero armato al naturale in maestà nascente dalla partizione su azzurro - teschio di morto su 2 ossa incrociate tutto di argento su nero (citato in LEOM) |
|        | Paccalli (Firenze) D'azzurro, alla banda d'oro, a tre rose di rosso alternate a quattro crocette potenziate dello stesso (citato in (20)) |
|        | Pacchi (Firenze) Troncato: nel 1º d'oro, all'aquila dal volo abbassato di nero, coronata del campo; nel 2º d'azzurro, alla fede di carnagione vestita a destra di rosso e di verde e a sinistra di rosso e del campo (citato in (20)) |
|        | Pacchi o Pacchi del Lion Bianco (Toscana) (DE) Gold-blau geteilt: Oben 1 schwarzer Adler überhöht von 1 silbernen Krone, unten 1 schräggelegtes Paar rotbekleideter Treuhände (citato in (28)) |
|        | Pacchiani (Prato, Firenze) D'azzurro, alla fascia diminuita e abbassata di rosso, accompagnata superiormente da un albero al naturale nodrito sulla fascia e attraversante su un seminato di stelle a sei punte d'oro, e attraversato a sua volta al tronco da un porco passante al naturale, e inferiormente da tre chiodi d'oro appuntati in ventaglio (citato in (20)) fascia di rosso su azzurro - maiale passante al naturale traversante - tronco di un albero di pino dello stesso su azzurro seminato di stelle (6 raggi) di oro in alto - 3 chiodi di argento con la testa di oro posti a ventaglio su azzurro in basso (citato in LEOM) |
|        | Pacchiani (Santa Croce sull'Arno) Interzato in fascia: nel 1º d'oro, all'aquila dal volo spiegato di nero; nel 2º di..., al castello turrito di due pezzi di...; nel 3º d'argento, a tre sbarre di rosso (citato in (20)) |
|        | Pacchieni (Ferrara) partito e ripartito di rosso e scaccato di azzurro e di argento - l'azzurro caricato di 2 fasce di oro - aquila di nero su oro in capo (sulla prima partizione) - scaglione di argento su azzurro (citato in LEOM) |
|        | Pacchiotti (Torino, Fossano) fasciato ondato d'azzurro e d'oro (citato in (4) – Vol. III pag. 515) fasciato ondato di azzurro e di oro (citato in LEOM) |
|        | Paccinelli (Arezzo) D'argento, al fiore (rosa) di rosso, accostata da due spighe al naturale, stelate dello stesso (citato in (20)) rosa di rosso affiancata da - 2 spighe di grano al naturale ricurve e affrontate tutto su argento (citato in LEOM) Notizie storiche nel sito della Associazione Pro Trevi. |
|        | Paccinelli (Siena) D'argento, alla rosa di rosso racchiusa fra due spighe controcurvate di verde (citato in (20)) |
|        | Pace (Montemaggiore, Palermo, Comiso) Titolo: barone di Feudarasi, nobile dei baroni d'argento al leone di rosso tenente con le branche anteriori uno scudo di verde caricato di una lettera P d'oro (citato in Mango, in (23) e in (25)) Notizie storiche in Famiglie nobili di Sicilia. |
|        | Pace (Napoletano) di azzurro ai due gemelli al naturale, il primo a destra (sinistra per chi guarda) reggente una bilancia di oro e l'altro una corona d'alloro di verde; in punta la scritta del motto di famiglia (citato in (24)) Notizie storiche in Nobili napoletani. |
|        | Pace (Brescia) banda convessa di oro su argento - 3 stelle (6 raggi) di oro poste 2,1 su scudetto circolare di argento bordato di oro su azzurro - colomba della pace sorante di argento sullo scudetto su azzurro (citato in LEOM) |
|        | Pace (Brescia) fede vestita di argento su rosso - aquila di nero su oro in capo (citato in LEOM) |
|        | Pace (Comiso, Roma, Caltagirone) Titolo: Barone (mpr), Nobile dei Baroni (mf) di rosso alla fascia ristretta d'argento posta in punta sostenente un leone d'argento tenente con la branca destra una croce dello stesso, posta in palo leone rampante di argento croce latina dello stesso in destra su - fascia abbassata in divisa di argento su rosso (citato in LEOM) Motto: E NOMINE VIRTUS |
|        | Pace (Tolentino) scaglione di rosso su azzurro - 3 stelle (6 raggi) di oro poste 1,2 in alto su azzurro - monte a 3 cime di oro cimato da - colomba della pace di argento testa rivolta su azzurro in basso (citato in LEOM) |
|        | Pace (Jesi, Monsano) fede vestita a sinistra di verde e a destra di rosso sostenente con le mani di carnagione un ramo di olivo posto in palo al naturale cimato da una colomba sorante di argento tutto su oro (citato in LEOM) |
|        | Pace (Roma) leone rampante rivolto di rosso su azzurro tenente con le zampe anteriori una bilancia al naturale che trovasi al centro su partito azzurro e semitroncato di azzurro e di argento sormontata da - stella (5 raggi) di argento posta sulla partizione - colomba della pace ferma di argento sull'azzurro del semitroncato di azzurro e di argento (citato in LEOM) |
|        | Pace (Montemaggiore Belsito, Palermo, Comiso) leone rampante di rosso tenente con le zampe anteriori uno scudetto di verde caricato di una lettera P maiuscola di oro tutto su argento (citato in LEOM) |
|        | Pace Brunetti (Toscana) (DE) 1 Rechteck in der Schildhauptstelle, belegt mit 1 wachsenden Hirsch (citato in (28)) |
|        | Pace da Saona (Firenze) D'argento, a due bande di rosso (citato in (20)) |
|        | Pace di Montemaggiore (Sicilia) d'argento, al leone di rosso, tenente con le branche anteriori uno scudo di verde, caricato dalla lettera P d'oro (citato in Mango) |
|        | Paceco (Cesena) (la blasonatura non è stata ancora caricata) (citato in BLCW) Immagine in Blasone Cesenate. |
|        | Pacelli (Roma) (Cardinale Eugenio, Segretario di Stato del Vaticano dal 1930 al 1939). |
|        | Pacelli (Roma) colomba della pace di argento posta su scoglio al naturale uscente da mare dello stesso su azzurro (citato in LEOM) |
|        | Pacelli (Terni) fascia di argento su azzurro - colomba della pace al naturale posta sulla fascia in alto su azzurro - 2 spade incrociate punte al basso di argento manicate di oro legate da un nastro di argento in basso su azzurro (citato in LEOM) |
|        | Pacelli (Roma) monte a 3 cime di verde cimato da una colomba della pace testa rivolta di argento fondato su pianura di verde attraversata da mare fluttuoso di azzurro al naturale uscente dalla punta su azzurro - partito ristretto sulla sinistra di rosso caricato di 2 chiavi una di oro e una di argento incrociate cimate da una tiara pontificia di oro (citato in LEOM) |
|        | Pacelli (Milano) monte a 3 cime di argento su terrazzo di verde uscente dalla punta cimato da una colomba della pace rivolta di argento tutto su azzurro (citato in LEOM) |
|        | Paché (Livorno) Troncato di rosso e d'argento, a tre crescenti montanti d'oro, 2.1, i due nel primo e l'uno nel secondo; e alla fascia d'azzurro passata sulla troncatura e caricata di tre stelle a sei punte d'oro (citato in (20)) |
|        | Pachiero o Pachiè (Candia Canavese) Titolo: consignori di Candia D'argento, a tre fasce d'azzurro, ondate (citato in (22)) 3 fasce ondate di azzurro su argento (citato in LEOM) |
|        | Pachiotti o Pacchiotti o Pacciotto o Pacciotti o Paccoto (Fossano) Fasciato ondato d'azzurro e d'oro Motto: Temporibus propriis (citato in (22)) |
|        | Paci (Rimini) di rosso, a due pali d'argento (citato in (2) – pag. 405 e in DAlena) |
|        | Paci (Cesena) (d'argento, a due pali di rosso) (citato in BLCW) Immagine in Blasone Cesenate. |
|        | Paci (Bologna) d'argento, a due pali di rosso (citato in (7) – pag. 147) |
|        | Paci (Firenze) D'azzurro, al crescente rovesciato d'argento, accompagnato da tre stelle a otto punte d'oro ordinate in capo e da due spade appuntate in punta d'argento, guarnite d'oro (citato in (20)) |
|        | Paci (Firenze) Troncato d'azzurro e d'argento, alla fascia di rosso passata sulla troncatura (citato in (20)) |
|        | Paci (Civitanova) colomba della pace rivolta di argento su monte a 3 cime di oro su azzurro (citato in LEOM) |
|        | Paci (Città di Castello) 2 rami di olivo incrociati per 2 volte al naturale su argento - cometa posta in palo di oro su azzurro in capo (citato in LEOM) |
|        | Paciani (Cividale) fascia partita di rosso e di argento su semipartito di argento e di rosso e troncato di azzurro - colomba della pace al naturale su semipartito di argento e di rosso - 3 stelle (6 raggi) di argento poste 1,2 su azzurro (citato in LEOM) |
|        | Pacichelli (Pistoia) D'oro, al drago di verde, in genere mutilo delle ali e delle branche, ignivomo di rosso, aggruppato in palo e accompagnato in capo da una stella a otto punte d'azzurro (citato in (20)) |
|        | Pacichelli o Pacichelli di Pistoia (Toscana) (DE) In Gold 1 feuerspeiende rotbeaugte grüne Drachenschlange (citato in (28)) |
|        | Pacini (Colle) Di cielo, all'albero d'olivo al naturale nodrito sul terreno dello stesso e sostenente sulla chioma una colomba posata d'argento, tenente nel becco un rametto di verde; il tutto accompagnato da tre stelle a sei punte d'oro, una in capo e due accostanti il tronco dell'olivo alias Di cielo, all'albero d'olivo al naturale nodrito sul terreno dello stesso e sostenente sulla chioma una colomba posata d'argento, tenente nel becco un rametto di verde; il tutto accompagnato da tre stelle a sei punte d'oro, una in capo e due accostanti la colomba alias Di cielo, all'albero d'olivo al naturale sradicato e sostenente sulla chioma una colomba posata d'argento, tenente nel becco un rametto di verde; il tutto accompagnato da tre stelle a sei punte d'oro, una in capo e due accostanti il tronco dell'olivo alias Di cielo, all'albero d'olivo al naturale sradicato e sostenente sulla chioma una colomba posata d'argento, tenente nel becco un rametto di verde; il tutto accompagnato da tre stelle a sei punte d'oro, una in capo e due accostanti la colomba (citato in (20)) |
|        | Pacini (Firenze) Di rosso, al leone leopardito d'oro sulla campagna di verde, e al capo dell'Impero (citato in (20)) |
|        | Pacinio Pacini del Vaio (Firenze) D'azzurro, alla colomba d'argento posata sulla cima di un monte di sei cime d'oro, e tenente nel becco un ramoscello d'olivo al naturale, fruttifero dello stesso (citato in (20)) alias (DE) In Blau 1 schwebender goldener Sechsberg, oben besetzt mit 1 silbernen Vogel, dieser im Schnabel 1 grünen Zweig haltend (citato in (28)) |
|        | Pacini (Firenze) Troncato: nel 1º d'azzurro, a due teste d'uccello d'oro; nel 2º d'argento, a due triboli di nero; e alla fascia di rosso passata sulla troncatura (citato in (20)) fascia di rosso su troncato di azzurro e di argento - 2 teste di uccello di oro poste in fascia sull'azzurro - 2 triboli di nero sull'argento (citato in LEOM) |
|        | Pacini (Firenze) Trinciato d'argento e d'azzurro, la partizione accostata da due cotisse, ciascuna accompagnata da un crescente montante; il tutto dell'uno nell'altro alias Trinciato d'argento e d'azzurro, la partizione accostata da due bande diminuite, ciascuna accompagnata da un crescente montante; il tutto dell'uno nell'altro alias Trinciato d'argento e d'azzurro, alla gemella in banda dell'uno nell'altro, accompagnata da due crescenti montanti, 1.1, pure dell'uno nell'altro (citato in (20)) |
|        | Pacini (Lucca) D'azzurro, alla figura femminile nuda di carnagione nascente da un calice d'argento accostato da due galli affrontati al naturale; il tutto abbassato sotto il capo dell'Impero (citato in (20)) |
|        | Pacini (Pescia) Troncato d'argento e di rosso, all'uccello (colomba) al naturale nel primo, posato sulla troncatura (citato in (20)) colomba (uccello) al naturale ferma sulla troncatura del troncato di argento e di rosso (citato in LEOM) |
|        | Pacini (Pescia) Di..., alla croce scorciata di..., accantonata nel 1º quarto da un crescente volto di... (citato in (20)) |
|        | Pacini (Pescia) Di..., a tre frecce di..., poste in sbarra e ordinate in banda, accompagnate da due stelle a sei punte di..., una nel cantone destro del capo e l'altra nel cantone sinistro della punta (citato in (20)) |
|        | Pacini (Pistoia) D'oro, all'albero di verde, nodrito sul terreno dello stesso, e sostenente sulla chioma un uccello posato al naturale (citato in (20)) alias D'oro, all'albero di verde, nodrito sul terreno dello stesso, e sostenente sulla chioma un uccello posato di nero (citato in (20)) alias D'oro, all'albero al naturale, nodrito sul terreno dello stesso, e sostenente sulla chioma un uccello posato al naturale (citato in (20)) (DE) In Gold 1 naturfarbener Laubbaum, oben schräglinks besetzt mit 1 rotbewehrten naturfarbenen Vogel und 1 grünen Schildfuß besetzend (citato in (28)) alias D'oro, all'albero al naturale, nodrito sul terreno dello stesso, e sostenente sulla chioma un uccello posato di nero (citato in (20)) |
|        | Pacini (Siena) D'oro, alla gemella in banda di verde alias D'oro, alla gemella in banda di nero (citato in (20)) |
|        | Pacini (Toscana) (DE) Blau-gold erniedrigt schräggeteilt und überdeckt von 1 erniedrigten silbernen Schrägbalken, dieser belegt mit 3 roten Rosen und unten begleitet von 1 schreitenden rotgezungten naturfarbenen Löwen (citato in (28)) |
|        | Pacini (Pescia) busto di donna in maestà le braccia aperte di carnagione uscente da una coppa affiancata da - 2 galli controrampanti tutto al naturale su argento - aquila bicipite di nero coronata su ambo le teste di oro afferrante con la destra una spada di argento e con la sinistra un globo di oro su oro in capo (citato in LEOM) |
|        | Pacini o Pacini del Lion d'Oro (Toscana) (DE) Über 1 grünen Schildfuß gold-rot geteilt: Oben 1 schwarzer Adler überhöht von 1 silbernen Krone, unten 1 schreitender goldener Löwe (citato in (28)) |
|        | Pacinotti (Pistoia) D'azzurro, alla fascia di rosso bordata d'argento e caricata di tre stelle a otto punte d'oro, accompagnata in punta da una croce latina di rosso, bordata d'argento, sostenuta dal monte di tre cime dello stesso (citato in (20)) |
|        | Pacioni (Pistoia, Firenze) Troncato: nel 1º d'azzurro, alla stella a otto punte d'oro; nel 2º d'argento, all'albero al naturale, nodrito sul terreno dello stesso; e alla fascia d'oro passata sulla troncatura e caricata di tre gigli d'azzurro (citato in (20)) (DE) Durch 1 goldenen Balken, dieser belegt mit 3 blauen Lilien, blau-silber geteilt: Oben 1 achtstrahliger goldener Stern, unten 1 naturfarbener Laubbaum (citato in (28)) |

### Pad
| Stemma | Casato e blasonatura |
| ------ | --- |
|        | Paderi (Cagliari, Mogoro) D'oro a due braccia vestite d'azzurro poste in croce di Sant'Andrea, ciascuna tenente una spada alta; con 3 teste umane al naturale male ordinate, quella in capo in maestà, le altre di profilo affrontate (citato in (14) e in DAlena) 2 avambracci ristretti incrociati vestiti di azzurro afferranti con la mano di carnagione una spada posta in palo di argento tra le spade una testa e collo in maestà di un giovane al naturale - 2 teste e colli affrontate di giovane al naturale in basso tutto su oro (citato in LEOM) |
|        | Paderi (Gesico, Lunamatrona, Villanovafranca) torre di pietra al naturale fondata su monte di verde uscente dalla punta su oro - 3 pani al naturale posti in fascia in alto su oro (citato in LEOM) |
|        | Paderni (Manziana, Udine) 3 monti al naturale uscenti dalla punta sormontati da - croce patente scorciata di argento su rosso finestrata del campo coronata di oro (citato in LEOM) |
|        | Paderni (Cesena) (la blasonatura non è stata ancora caricata) (citato in BLCW) Immagine in Blasone Cesenate. |
|        | Paderno (Cremona) di rosso alla banda di tre file scaccata d'azzurro e d'argento; col capo d'oro all'aquila di nero (citato in BLCR) Immagine in Blasonario Cremonese (archiviato dall'url originale il 7 aprile 2014). |
|        | Padiglione (Napoli, Palermo) Titolo: patrizio di San Marino troncato d'azzurro al padiglione accostato da due stelle il tutto d'argento, 2°fasciato di rosso e d'oro di otto pezzi (citato in (23) e in Mango) spaccato, nel 1° d'azzurro al padiglione d'argento, accompagnato nel capo da due stelle di sei raggi d'argento; nel 2° fasciato di rosso e d'oro di otto pezzi (citato in (24) e in (25)) padiglione (tenda da campo da torneo) accostato in alto da - 2 stelle (6 raggi) poste in fascia tutto di argento su azzurro - fasciato di rosso e di oro (8 pezzi) (citato in LEOM) (Immagine nella Raccolta stemmi Trippini (JPG).) Notizie storiche in Famiglie nobili di Sicilia. Ulteriori notizie storiche in Nobili napoletani. |
|        | Pado (la blasonatura non è stata ancora caricata) (citato in DAlena) |
|        | Padoa (Modena, Firenze) albero di palma di verde su terrazzo dello stesso caricata da un lambello di oro (3gocce) - leone rampante di oro contro la palma - stella (5 raggi) di oro su azzurro a sinistra - luna di oro su azzurro a destra (citato in LEOM) |
|        | Padoa (Modena, Firenze) albero di palma di verde su terrazzo erboso dello stesso uscente dalla punta accostato a destra da - un leone rampante di oro e in alto a sinistra da una stella (5 raggi) e a destra da una luna dello stesso tutto su azzurro (citato in LEOM) |
|        | Padoan (Chioggia) (la blasonatura non è stata ancora caricata) (citato in Araldica gentilizia (archiviato dall'url originale il 24 settembre 2015).) Titolo: Nobile di Chioggia |
|        | Padovani (Forlì) d'argento, al monte di 3 cime con tre rose di rosso, stellate e fogliate di verde moventi dalle 3 cime (citato in (2) – pag. 270 e in DAlena) |
|        | Padula (Napoli) Titolo: nobili d'azzurro alla fascia d'oro di tre rose rosse, accompagnata da un leone d'oro fissante una stella nel cantone destro, in punta un cigno al naturale e nuotante in una palude d'argento Motto: Laboremus fideliter (citato in (23)) |
|        | Padula (Napoli) 3 rose di rosso su fascia di oro su azzurro - leone rampante mirante una stella (8 raggi) in alto a sinistra tutto di oro su azzurro in alto - cigno rivolto natante su palude uscente dalla punta tutto di argento su azzurro in basso (citato in LEOM) |
|        | Padulli (Milano) interzato in fascia di oro - fasciato di argento e di oro (4 pezzi) e - di azzurro - aquila di nero coronata di oro su oro - banda di rosso su fasciato di argento e di oro (4 pezzi) - 4 alberetti di verde nodriti su pianura erbosa ristretta uscente dalla punta su palude da cui escono 4 canne di palude tutto al naturale su azzurro (citato in LEOM) |
|        | Padulli (Milano) interzato in fascia di oro - fasciato di argento e di oro (4 pezzi) e - di azzurro - aquila di nero coronata di oro su oro - banda di rosso su fasciato di argento e di oro (4 pezzi) - 4 piante di canna nodrite sulla palude uscente dalla punta tutto al naturale su azzurro (citato in LEOM) |

### Paf
| Stemma | Casato e blasonatura |
| ------ | --- |
|        | Pafadeo (Agrigento) d'oro, al monte di verde, cimato da un giglio dello stesso (citato in Mango e in (25)) Notizie storiche in Famiglie nobili di Sicilia. |
|        | Paffetti (Livorno) D'azzurro, al leone d'oro sostenuto da un monte di tre cime dello stesso, e tenente con la branca destra un ramo di rosaio di verde, fiorito di un pezzo di rosso; il tutto accompagnato da una stella a sei punte d'oro, posta nel cantone destro del capo (citato in (20)) |

### Pag
| Stemma | Casato e blasonatura |
| ------ | --- |
|        | Pagagnotti (Firenze) Di rosso, a due scaglioni d'argento alias Di rosso, a due scaglioni d'argento, accompagnati da tre compassi dello stesso, 2.1 (citato in (20)) |
|        | Pagan (Chioggia) (la blasonatura non è stata ancora caricata) (citato in Araldica gentilizia (archiviato dall'url originale il 24 settembre 2015).) |
|        | Paganardi (Compiano) (la blasonatura non è stata ancora caricata) (citato in DAlena) |
|        | Paganegli o Paganelli (Toscana) (DE) In Silber 1 liegender blauer Halbmond (citato in (28)) |
|        | Paganelli (Castrocaro) d'azzurro, all'elefante d'argento arrestato e gualdrappato di nero portante sul dorso una torricella di rosso merlata alla ghibellina (citato in (2) – pag. 59 e in DAlena) |
|        | Paganelli (Castrocaro) luna montante di argento su azzurro - lambello (3gocce) di rosso in alto su azzurro (citato in LEOM) |
|        | Paganelli o Paganelli della Scala (Firenze) D'argento, al crescente montante d'azzurro, sormontato da un lambello a tre pendenti di rosso (citato in (20)) (DE) In Silber 1 dreilätziger roter Turnierkragen und 1 liegender blauer Halbmond pfahlweise (citato in (28)) |
|        | Paganelli (Firenze) Di..., alla banda di... (citato in (20)) (DE) 1 Schrägbalken (citato in (28)) |
|        | Paganelli (Pescia) Partito: nel 1º di..., al monte di sei cime di...; nel 2º di..., a tre fasce di... (citato in (20)) |
|        | Paganelli (Pisa) D'oro, all'albero sradicato di verde (citato in (20)) |
|        | Paganelli (Pisa) D'argento, al grifone di rosso (citato in (20)) |
|        | Paganelli (Siena) Losangato di rosso e d'argento alias Losangato d'argento e di rosso, alla banda attraversante d'azzurro, caricata di tre stelle a sei punte d'oro (citato in (20)) |
|        | Paganetti (Firenze) Losangato di verde e d'argento (citato in (20)) |
|        | Pagani (Romagna) d'argento, al leone d'oro (citato in (2) – pag. 315 e in DAlena) |
|        | Pagani (Pistoia) D'oro, al cervo saliente troncato di nero e d'argento (citato in (20)) |
|        | Pagani (Asolo, Belluno) D'argento a tre leoni illeoparditi, partiti di rosso e di nero, tenenti ciascuno uno scettro di verde, ordinati uno sopra l'altro (citato in DAlena) 3 leoni passanti un sull'altro partiti di rosso e di nero tenenti ognuno con la destra anteriore una clava di verde posta in sbarra tutto su argento (citato in LEOM) |
|        | Pagani o Pagani da Sasinara o Pagani di Susinana (Toscana) D'argento, al leone d'azzurro lampassato di rosso (DE) In Silber 1 rotgezungter blauer Löwe (citato in (28)) |
|        | Pagani Cesa (Roma) (la blasonatura non è stata ancora caricata) (Immagine nell' Archivio Storico Capitolino (PDF) (archiviato dall'url originale il 26 febbraio 2017).) |
|        | Pagani Cesa (Belluno) 3 leoni passanti un sull'altro partiti di rosso e di nero tenenti ognuno con la destra anteriore una clava di verde posta in sbarra tutto su argento - agnello passante al naturale su fascia di oro su azzurro - 3 spighe di miglio di argento uscenti dalla fascia su azzurro (citato in LEOM) |
|        | Pagani di Susinanna (Cesena) (la blasonatura non è stata ancora caricata) (citato in BLCW) Immagine in Blasone Cesenate. |
|        | Pagani Planca Incoronati (Roma) (la blasonatura non è stata ancora caricata) (Immagine nell' Archivio Storico Capitolino (PDF) (archiviato dall'url originale il 26 febbraio 2017).) |
|        | Pagani Planca Incoronati (Roma, Rieti) bandato di argento e di rosso - biscia di verde ondeggiante in fascia su fascia di oro su troncato di azzurro e - bandato di azzurro e di oro - leone rampante nascente dalla fascia coronato di oro su azzurro (citato in LEOM) |
|        | Pagano (Molfetta) bandato d'oro e d'azzurro; col capo d'ermellino, caricato di un lambello di tre pendenti di rosso, e la bordura alternata e raddoppiata dieci volte d'Angiò e di Gerusalemme, cioè d'azzurro e d'argento, l'azzurro seminato di gigli d'oro e caricato di un lambello rosso e l'argento dalla croce potenziata d'oro, accantonata da 4 crocette del medesimo Motto: Fortior pugnavi (citato in DAlena e in ) |
|        | Pagano (Napoli, Pagani) Titolo: barone di Bracigliano, Buccone, Cantalupo, Casalvelino, Castelvetrano, Gualdo, Montesilvano, Prata, Rodio, Spoltore; marchese di Melito; duca di Terranova; principe di Canosa Troncato: al 1° d'armellino, col rastrello di rosso di 3 denti; al 2° bandato d'oro e d'azzurro, il tutto con la bordatura composta di 8 pezzi alternati, d'argento alla croce potenziata accantonata da 4 crocette il tutto d'oro e per inchiesta che è di Gerusalemme, e d'azzurro sparso di gigli d'oro al rastrello di rosso di 5 pendenti che è d'Angiò (citato in DAlena) troncato, al 1° di ermellino col rastrello di rosso a tre pendenti; al 2° bandato d'oro e di azzurro. Il tutto con la bordatura composta da otto pezzi alternati, d'argento alla croce potenziata accantonata da quattro crocette, il tutto d'oro (Gerusalemme), e di azzurro seminato di gigli d'oro, al lambello di rosso (d'Angiò) (citato in (24)) troncato di armellino e bandato di oro e di azzurro - l'armellino caricato di un lambello a 3 gocce di rosso - bordura composta di 8 pezzi - 4 alla croce di Gerusalemme e 4 di azzurro seminato di giglio di oro al lambello di rosso a 5 gocce (citato in LEOM) alias bandato d'oro e d'azzurro col capo di ermellino caricato da un rastrello di tre pendenti di rosso (citato in (24)) Motto: Fortior pugnavi Notizie storiche in Nobili napoletani. |
|        | Pagano (Napoli, Pagani) bandato di oro e di azzurro - capo di armellino caricato di un lambello a 3 gocce di rosso - bordura alternata di 10 pezzi - 5 di Gerusalemme e 5 di Angià - Sicilia (citato in LEOM) |
|        | Pagano o De Pagani (Saluzzo, Mondovì) D'argento, alla fascia di rosso, accompagnata da tre teste di moro di nero, fasciate di rosso (citato in (22)) d'argento, a tre teste di moro fasciate di genules (gueules) con l'elmo aperto (citato in (27)) alias D'argento, alla fascia di nero, accompagnata da tre teste di moro, del secondo, fasciate del campo (citato in (22)) d'argento, con fascia, accompagnata da tre mori bendati d'argento, due in capo, e uno in punta (citato in (27)) Cimiero: moro nascente, che tiene, colla destra un'ascia, colla sinistra un breve coll motto Motto: Ohimè se non si morisse |
|        | Pagano (Cuneo) D'argento, a una testa di moro di nero, fasciata di rosso (citato in (22) e in (27)) Cimiero: moro nascente, che tiene, colla destra un'ascia, colla sinistra un breve coll motto Motto: Non injusta feram - Non iniuste feram |
|        | Pagano (Tortona) Di rosso, al castello d'argento, torricellato di due pezzi a due palchi, merlati alla guelfa, murato di nero, aperto del campo, accompagnato in capo tra le due torri da una testa di moro, al naturale, fasciata d'argento, con il capo d'oro, carico di un'aquila coronata, di nero (citato in (22)) |
|        | Pagano e Pagano Guarnaschelli (Roma, Napoli) Titolo: conte, nobile dei conti tagliato 1° d'azzurro alla bilancia attraversata da una spada all'ingiù posta in sbarra, 2° d'argento al leone d'azzurro (citato in (23)) leone rampante di azzurro sull'argento del tagliato di azzurro e di argento - bilancia di oro attraversata da una spada posta in sbarra punta al basso dello stesso su azzurro (citato in LEOM) alias d'oro al pavone rotante d'azzurro (citato in (23)) pavone rotante di azzurro su oro (citato in LEOM) alias bandato d'oro e d'azzurro di sei pezzi, al capo d'azzurro (o d'armellino?) caricato dal labello a tre pendenti di rosso (citato in (23)) bandato di oro e di azzurro - lambello a 3 gocce di rosso su armellino in capo (citato in LEOM) Motto: Perseverando |
|        | Pagano (Messina, Roma) Titolo: barone di Casalotto; conte d'oro, al pavone rotante d'azzurro (citato in Mango e in (25)) alias bandato d'oro e d'azzurro di sei pezzi, al capo d'armellino, caricato dal lambello a tre gocce di rosso (citato in Mango e in (25)) Notizie storiche in Famiglie nobili di Sicilia. Ulteriori notizie storiche in Famiglie nobili di Sicilia. |
|        | Pagano (Napoli, Nocera,. Pagani) Titolo: nobili troncato 1° ermellino al lambello di rosso di tre pendenti; 2° bandato d'oro e azzurro; tutto con la bordatura composta da otto pezzi alternati, d'argento alla croce potenziata accantonata da quattro crocette, il tutto d'oro, di Gerusalemme d'azzurro seminato di gigli d'oro al lambello di rosso di cinque pendenti d'Angiò Motto: Fortior pugnavi (citato in (23)) |
|        | Paganoni (Val Brembana) Spaccato, nel 1° d'oro al giullare vestito d'azzurro, impugnante con la destra una spada e con la sinistra una picca; nel 2° inquartato di rosso e di nero al bisante d'argento in cuore (citato in Stemmi della Val Brembana (archiviato dall'url originale il 6 gennaio 2013).) |
|        | Paganotti (Toscana) (DE) In blau-silber schräggeteiltem Feld 1 liegender silberner Halbmond (citato in (28)) |
|        | Paganotti (Toscana) (DE) In Rot 2 erniedrigte silberne Sparren, begleitet oben von 2, unten von 1 gold-silbernen Zirkel (citato in (28)) |
|        | Paganotti (Toscana) (DE) In Rot 2 erniedrigte silberne Sparren, begleitet oben von 2, unten von 1 je von 1 liegenden silbernen Halbmond überhöhten gold-silbernen Zirkel (citato in (28)) |
|        | Paganucci (Firenze) Di..., al leone di..., ascendente un monte di sei cime di..., e addestrato da un ramo di..., nodrito sulla cima bassa di destra del monte stesso (citato in (20)) |
|        | Paganucci (Firenze) D'argento, al porco rampante di nero, cinghiato del campo (citato in (20)) |
|        | Paganuzzi (Asolo, Venezia) Troncato: al primo d'oro all'aquila di nero col volo abbassato; al secondo di rosso al mastio d'argento merlato alla ghibellina di due pezzi, sormontato da una testa di moro, bendata di bianco sugli occhi, il tutto al naturale (citato in DAlena) aquila di nero su oro - torre di argento merlata alla ghibellina di 2 pezzi su rosso aperta del campo sormontata da - una testa di moro di profilo al naturale attorcigliata di argento su rosso (citato in LEOM) |
|        | Pagello o Pajello (Vicenza, Caldogno) volpe rampante bandata di argento e di verde su rosso (citato in LEOM) |
|        | Paggi (Pisa) D'oro, alla sbarra di rosso attraversata dalla banda d'argento; il tutto accantonato nel 1º dall'aquila dal volo spiegato di nero, nel 2º, 3º e 4º da un castello turrito di rosso (citato in (20)) |
|        | Paggi (Cesena) crocetta di oro su azzurro - 3 stelle (8 raggi) di oro poste in fascia in alto su azzurro - 3 torri al naturale su argento (citato in LEOM) |
|        | Paggi (Cesena) (la blasonatura non è stata ancora caricata) (citato in BLCW) Immagine in Blasone Cesenate. |
|        | Paggi (Venezia) paggio in maestà vestito di oro testa rivolta a destra impugnante con le mani di carnagione una spada posta in sbarra punta al basso su terrazzo di verde su azzurro (citato in LEOM) |
|        | Pagli (Pisa) D'azzurro, a tre spighe d'oro nodrite su un monte di sei cime dello stesso; e al capo d'argento caricato di un gonfalone a due pendenti di verde (citato in (20)) |
|        | Pagliacci Sacchi (Viterbo) banda ondata di argento su trinciato di verde e di azzurro accompagnata in capo a destra da - 2 sacchi da farina di argento in palo posti in fascia sul verde - braccio destro vestito di rosso uscente da destra afferrante con la mano di carnagione 3 spighe di oro poste a ventaglio tutto su azzurro (citato in LEOM) |
|        | Pagliai (Siena) Partito d'azzurro e d'oro, alla banda attraversante di rosso alias Bandato doppiomerlato d'argento e di rosso (citato in (20)) |
|        | Pagliano (Torino, Roma) Titolo: conti; signori del marchesato di Ceva (?) Scaccato di rosso e d'oro, al quartier franco d'argento (citato in (22)) scaccato di rosso e di oro - quartier franco in alto a sinistra di argento (citato in LEOM) |
|        | Pagliano (Napoli) Titolo: conte, nobili dei conti troncato: al primo d'azzurro al mare all'onda d'argento, sormontato da una stella d'oro, al secondo partito: primo di rosso al sinistrochero di carnagione impugnante una spada d'oro in palo; al secondo d'oro alla mezza aquila bicipite di nero nascente dalla partizione (citato in (23)) stella (6 raggi) di oro sovrastante un mare al naturale uscente dalla troncatura tutto su azzurro - braccio sinistro di carnagione uscente da sinistra impugnante una spada di oro posta in palo su rosso - mezza aquila bicipite di nero uscente dalla partizione su oro (citato in LEOM) |
|        | Pagliaresi (Siena) D'oro, a tre bande doppiomerlate d'argento (citato in (20)) |
|        | Pagliari (Gubbio) (la blasonatura non è stata ancora caricata) (Immagine nella Raccolta stemmi Trippini (JPG).) |
|        | Pagliaro (Napoletano) (d'azzurro, a tre quadrati vuoti d'argento, accollati in banda, ciascuno caricato di un giglio dello stesso pure posto in banda; alla bordura dentata pure d'argento) (citato in (24)) |
|        | Pagliata (Abruzzo) (la blasonatura non è stata ancora caricata) (citato in DAlena) |
|        | Paglicci (Arezzo) D'azzurro, a tre spighe impugnate d'oro, legate di rosso (citato in (20)) 3 spighe di grano di oro impugnate e legate da un nastro di rosso poste a ventaglio su azzurro (citato in LEOM) |
|        | Paglicci Brozzi (Arezzo, Castiglione Fiorentino) monte a 3 cime di verde cimato da - una aquila di nero su oro - 3 spighe di grano di oro impugnate e legate da un nastro di rosso poste a ventaglio su azzurro (citato in LEOM) |
|        | Pagliero o Palliero (Nizza) D'azzurro, alla fascia d'argento, accompagnata in capo da tre stelle d'oro, ordinate in fascia, in punta da tre spighe di frumento, d'oro, una accanto all'altra (citato in (22)) |
|        | Paglietti (Torino, Cagliari) Titolo: nobili Troncato: nel 1° d'azzurro a 3 spighe di grano gambate e fogliate d'oro ordinate in fascia; nel 2° fasciato d'argento e di rosso a 6 pezzi (citato in DAlena) Troncato, al 1° d'azzurro, a tre spighe d'oro, ordinate in fascia, al 2° fasciato d'argento e di rosso, di sei pezzi (citato in (22)) 3 spighe di oro in palo poste in fascia su azzurro - fasciato di argento e di rosso (citato in LEOM) |
|        | Paglioni (Trevi) Titolo: Nobili di Trevi d'oro, alla fascia d'azzurro caricata di una stella (6), e sormontata da un crescente, il tutto d'argento; alla campagna dello stesso carica di tre spighe di grano disposte a ventaglio (citato in (2) – pag. 519 e in DAlena) stella (6 raggi) di argento su fascia di azzurro su oro - luna di argento in alto su oro - 3 spighe di grano al naturale poste a ventaglio su campagna di argento (citato in LEOM) |
|        | Paglioni (Trevi) (la blasonatura non è stata ancora caricata) Notizie storiche nel sito della Associazione Pro Trevi. |
|        | Pagliucchi (Toscana) D'azzurro, allo stelo sradicato di frumento, spigato di tre pezzi e accostato da due stelle a sei punte, il tutto d'oro (citato in (20)) |
|        | Pagnetti (Firenze, Castelfiorentino) Inquartato decussato d'oro e d'azzurro, al giglio di rosso posto nel quarto del capo (citato in (20)) |
|        | Pagni (Firenze) Di..., alla torre di... (citato in (20)) |
|        | Pagni o Pagni della Scala (Firenze) D'azzurro, allo scaglione d'argento accompagnato da tre crescenti montanti dello stesso, 2.1 (citato in (20)) (DE) In Blau 1 erniedrigter und beidseitig abgeschrägter silberner Sparren, begleitet oben von 2, unten von 1 liegenden silbernen Halbmond (citato in (28)) |
|        | Pagni (Firenze) D'argento, al leone d'azzurro sinistrato da un bordone posto in palo dello stesso (citato in (20)) |
|        | Pagni (Firenze) Di rosso, a tre fasce scaccate di due file d'argento e di nero, e al capo cucito d'Angiò (citato in (20)) |
|        | Pagni (Firenze) Di..., al toro furioso di..., tenente un oggetto di... (citato in (20)) |
|        | Pagni (Pescia) D'azzurro, al leone d'oro tenente un ramo di rosaio al naturale, fiorito di un pezzo di rosso, e alla fascia diminuita attraversante dello stesso (citato in (20)) (DE) In Blau 1 goldener Löwe, mit 1 Pranke 1 natürliche grün beblätterte und halbgeöffnete rote Blume haltend und überdeckt von 1 roten Balken (citato in (28)) |
|        | Pagni (Pescia) Di..., al filetto in banda di..., accompagnato da tre stelle a otto punte di... ordinate in capo, e da un uccello posato di..., posto in punta (citato in (20)) |
|        | Pagni (Pisa) D'argento, a sei fiamme di rosso, 3.2.1., e al capo cucito dell'Impero (citato in (20)) |
|        | Pagni (Pistoia) Troncato in scaglione di rosso e d'azzurro, allo scaglione d'oro passato sulla partizione, intrecciato nel secondo alla fascia abbassata pure d'oro, e accompagnato in capo nel primo da due crescenti montanti d'argento (citato in (20)) |
|        | Pagni (Siena) D'azzurro, alla fascia d'oro accompagnata da tre palle dello stesso, 2.1 (citato in (20)) |
|        | Pagni (Pescia) (DE) In Silber 1 blauer Löwe, überdeckt von 1 schräggelegten gestürzten, goldgegrifften, bebandeten und gedrechselten naturfarbenen Turnierstab (citato in (28)) |
|        | Pagni Bordoni (Pescia, Firenze) D'azzurro, al leone d'argento tenente in banda sotto la branca anteriore sinistra un bordone attraversante d'oro (citato in (20)) |
|        | Pagni Bordoni (pescia) (DE) In Blau 1 rotgezungter silberner Löwe, überdeckt von 1 schräggelegten, gestürzten, goldgegrifften naturfarbenen Pilgerstab (citato in (28)) |
|        | Pagnini (Firenze) Trinciato ondato d'argento e di nero (citato in (20)) |
|        | Pagnini (Firenze) D'azzurro, alla banda d'oro accompagnata da due stelle a otto punte dello stesso, 1.1 (citato in (20)) |
|        | Pagnini (Volterra, Prato, Lucca, Firenze) D'azzurro, alla banda d'oro accostata da due delfini d'argento, posti nel senso della pezza alias D'azzurro, alla banda d'oro accostata da due delfini d'argento, posti nel senso della pezza e al mare d'argento posto in punta (citato in (20)) |
|        | Pagnini (Volterra) banda convessa di oro accompagnata da - 2 delfini di argento posti in banda su azzurro (citato in LEOM) |
|        | Pagno (Saluzzo, Carmagnola) D'argento, al leone coronato, tenente una croce fra le zampe, il tutto di rosso (citato in (22)) |
|        | Pagnozzi (Pistoia) Troncato: nel 1º d'azzurro, a tre stelle a otto punte d'oro, 1.2; nel 2º palato di sei pezzi di rosso e d'azzurro; e alla fascia d'oro passata sulla troncatura e caricata di tre crescenti volti d'azzurro (citato in (20)) alias Troncato: nel 1º d'azzurro, a tre stelle a otto punte d'oro, 1.2; nel 2º palato di sei pezzi d'azzurro e di rosso; e alla fascia d'oro passata sulla troncatura e caricata di tre crescenti volti d'azzurro (citato in (20)) alias Troncato: nel 1º d'azzurro, a tre stelle a sei punte d'oro, 1.2; nel 2º d'azzurro, a tre pali di rosso; e alla fascia d'oro passata sulla troncatura e caricata di tre crescenti volti d'argento (citato in (20)) |
|        | Pagnozzi (Pistoia) 3 lune di argento su fascia di oro su troncato di azzurro e - palato di rosso e di azzurro - 3 stelle (6 raggi) di oro poste 1,2 in alto su azzurro (citato in LEOM) |
|        | Pagnozzi (Toscana) (DE) Durch 1 mit 3 zunehmenden roten Halbmonden belegten goldenen Balken geteilt: Oben in Blau 3 achtstrahlige goldene Sterne 1:2 gestellt, unten 5mal rot-blau gespalten (citato in (28)) |
|        | Pagnus (Toscana) (DE) 1 Kreuz, bewinkelt von 4 Lilien (citato in (28)) |

### Pai
| Stemma | Casato e blasonatura |
| ------ | --- |
|        | Paino o Pajno (Palermo) Titolo: barone di Luccoveni d'azzurro a due spighe d'oro decussate, in punta da un monte di tre cime di verde (citato in Mango, in (23) e in (25)) monte a 3 cime di verde uscente dalla punta sormontato da - 2 spighe di grano incrociate di oro tutto su azzurro (citato in LEOM) Notizie storiche in Famiglie nobili di Sicilia.                                         |
|        | Pais (Villanova Monteleone, Nulvi, Sassari) spiga di oro nodrita su terrazzo di verde uscente dalla punta accompagnata a destra da - un pane al naturale e sormontata da - una stella (10 raggi) di oro tutto su azzurro (citato in LEOM) D'azzurro, alla spiga d'oro, nodrita su una terrazza di verde, accompagnata a sinistra da un pane al naturale e sormontata da una stella di 10 raggi d'oro |

### Paj
| Stemma | Casato e blasonatura |
| ------ | --- |
|        | Pajussa (Bra) Di rosso, alla croce d'argento, passante su due rami di palma, decussati, di verde, accostati da due stelle, d'argento, con il capo d'oro, carico di un'aquila, di nero Motto: Parit patientia palmam (citato in (22)) |

### Pal
| Stemma | Casato e blasonatura |
| ------ | --- |
|        | Paladini o Paladino (Messina, Taormina, Palermo) di rosso, alla croce scorciata d'argento accantonata da quattro gigli d'oro (citato in Mango e in (25)) Notizie storiche in Famiglie nobili di Sicilia. |
|        | Paladini (Lecce) Titolo: nobili inquartato 1° e 4° d'argento ad un giglio rosso, 2° e 3° di rosso ad un giglio d'argento con la croce d'oro attraversante il tutto (citato in (23)) |
|        | Paladino (Lecce) croce di oro su inquartato di argento e di rosso - l'argento caricato di un giglio di rosso - il rosso caricato di un giglio di argento (citato in LEOM) |
|        | Paladino (Lecce) croce scorciata di argento accantonata da - 4 gigli di oro su rosso (citato in LEOM) |
|        | Paladino Brando (Napoli) Titolo: marchese, nobile dei marchesi d'azzurro alla croce d'oro accantonata da quattro gigli d'oro (citato in (23)) croce di oro accantonata da - 4 gigli dello stesso su azzurro (citato in LEOM) |
|        | Palagano (Napoletano) (la blasonatura non è stata ancora caricata) (d'argento, alla fascia di nero) (citato in (24)) |
|        | Palaggi (Roma) (la blasonatura non è stata ancora caricata) (Immagine nell' Archivio Storico Capitolino (PDF) (archiviato dall'url originale il 2 febbraio 2014).) |
|        | Palagi (Firenze) Bandato di sei pezzi di rosso e di vaio, alla fascia attraversante d'azzurro (citato in (20)) |
|        | Palagi (Firenze) fascia di azzurro su - 3 bande di vajo su rosso (citato in LEOM) |
|        | Palagi (Toscana) (DE) In schräggelegtem silber-schwarzen Pfahlfeh 3 rote Schrägbalken, überdeckt von 1 blauen Balken (citato in (28)) |
|        | Palagi o Palagi del Lion Rosso (Firenze) D'azzurro, a due pale alte decussate al naturale (citato in (20)) (DE) In Blau 2 gekreuzte naturfarbene Spaten (citato in (28)) |
|        | Palagi del Pelagio (Firenze) di rosso, a 3 bande di vaio alla fascia di azzurro attraversante (citato in (2) – pag. 571 e in DAlena) |
|        | Palagini (Firenze) Di..., al castello di... (citato in (20)) |
|        | Palagonia (Sicilia) Titolo: barone d'oro, al grifo rampante di nero (citato in Mango e in (25)) Corona di barone Notizie storiche in Famiglie nobili di Sicilia. |
|        | Palamides (Milano) Troncato d'argento e di rosso, al 1° un leone illeopardito rosso, al 2° tre stelle a otto punte d'oro, 2 1 (citato in CRMS) |
|        | Palamides (Vicenza) D'Argento, un dragone verde alato con due zampe impreziosito d'oro (FR) D'argent à un dragon ailé à deux pattes de sinople rehaussé d'or (citato in RIET, STBV) |
|        | Palamolla (Napoli) 3 fasce di rosso su argento - crocetta patente di rosso in alto su argento (citato in LEOM) |
|        | Palamondi (Cesena) (la blasonatura non è stata ancora caricata) (citato in BLCW) Immagine in Blasone Cesenate. |
|        | Palanca (Siena) Di..., all'aquila bicipite dal volo abbassato di..., coronata sulle due teste di..., e caricata nel cuore di un sole di..., sostenuta dalla campagna fasciata di sei pezzi di... e di... (citato in (20)) |
|        | Palandri (Pistoia) d'azzurro al leone d'oro alla banda di rosso, sormontato da una stella (5) d'oro (Lo stemma si vede nella chiesa San Piero d'Agliana(Pistoia)) |
|        | Palarcioni (Firenze) Trinciato d'oro e d'azzurro, alla palla del secondo nel primo e all'arcione del primo nel secondo (citato in (20)) |
|        | Palascino (Sicilia) d'argento, con due fasce di verde, caricate da cinque stelle (6?) d'oro, poste tre nella prima, e due nella seconda (citato in (25)) Notizie storiche in Famiglie nobili di Sicilia. |
|        | Palatinus (Cesena) (la blasonatura non è stata ancora caricata) (citato in BLCW) Immagine in Blasone Cesenate. |
|        | Palavicino o Pallavicino (Ovada) Cinque punti d'argento equipollenti a quattro d'azzurro; col capo d'oro, caricato di una fascia scorciata doppiomerlata di tre pezzi di nero (citato in (35)) |
|        | Palavillani (Firenze) Di rosso, alla banda d'azzurro caricata di tre conchiglie d'argento (citato in (20)) |
|        | Palazzeschi (Arezzo, Pistoia) D'azzurro, all'albero di pino di verde, fruttato di tre pezzi d'oro, nodrito sul terreno al naturale e sostenuto a destra da un leone d'oro e a sinistra da un bue d'argento, controrampanti al fusto (citato in (20)) albero di pino al naturale fruttato di oro nodrito su terrazzo erboso e sostenuto a sinistra da - leone rampante rivolto di oro e a destra da - un toro rampante di argento tutto su azzurro (citato in LEOM) alias D'azzurro, all'albero di pino di verde, fruttato di tre pezzi d'oro, nodrito sul terreno al naturale e sostenuto a destra da un leone d'oro e a sinistra da un bue d'argento, controrampanti al fusto, con un giglio d'argento, posto nel capo (citato in (20)) |
|        | Palazzi (Trevi) (la blasonatura non è stata ancora caricata) Notizie storiche nel sito della Associazione Pro Trevi. |
|        | Palazzi (Brescia) palato di oro e di rosso - capo d'Impero (citato in LEOM) |
|        | Palazzi (Brescia) 3 pali di rosso su oro (citato in LEOM) |
|        | Palazzi (Arcevia, Roma, Milano) monte a 3 cime di verde uscente dalla punta cimato da - una colomba di argento traversante gli steli di 3 rose di rosso stelate e fogliate di verde poste a ventaglio tutto su argento (citato in LEOM) |
|        | Palazzi (Fano) castello a 3 torri merlato alla guelfa partito di oro e di argento fondato su mare ondato di verde e di argento uscente dalla punta tutto su azzurro (citato in LEOM) |
|        | Palazzi (Correggio, Pavia) 3 zampe di leone di rosso poste su sbarra convessa di argento traversante - un palazzo di argento su azzurro aperto e finestrato del campo merlato alla ghibellina di 9 pezzi sormontato da - sole raggiante di oro su azzurro (citato in LEOM) |
|        | Palazzi (Reggio Emilia, Torino) testa e collo di aquila coronata di nero su oro - drago di verde ripiegato ad anello afferrandosi la coda con la bocca su rosso (citato in LEOM) |
|        | Palazzi (Vicenza) aquila di argento ali abbassate (volo) su rosso (citato in LEOM) di rosso all'aquila d'argento, col volo abbassato (citato in Codice Dall'Acqua, Gonzati, Rèvese e I.R. Commissione Araldica) Motto: VIVITVR INGENIO. |
|        | Palazzi (Cesena) (la blasonatura non è stata ancora caricata) (citato in BLCW) Immagine in Blasone Cesenate. |
|        | Palazzo o Del Palazzo (Chivasso) Titolo: signori di Brandizzo, Bussolino D'azzurro, al palazzo d'argento, sostenente un'aquila dello stesso Motto: Viresco vulnere (citato in (22)) |
|        | Palazzo (Palermo) d'azzurro, al castello merlato alla ghibellina, aperto e finestrato di nero, accompagnato in capo da un sole d'oro (citato in Mango) |
|        | Palazzolo o Palazzuolo (Asti) Titolo: signori di Castello D'argento, tre fasce, una di rosso, una di nero e una di tané, con il capo d'oro, carico di un'aquila coronata, di nero alias D'argento, a tre fasce di nero, con il capo d'oro, carico di un'aquila coronata, di nero Motto: Non divido (citato in (22)) |
|        | Palazzuoli (Colle) Di cielo, a una palazzata sul fiume, poggiante a destra, e a un albero nodrito su un prato a sinistra; con la campagna d'azzurro, sulla quale è fondata una muraglia; il tutto al naturale (citato in (20)) |
|        | Palazzuoli (Firenze, Radicondoli) castello uscente da sinistra di rosso aperto e finestrato di nero merlato alla ghibellina su terrazzo troncato di verde e di rosso attraversato da un ruscello al naturale - albero di pioppo al naturale uscente dal terrazzo su azzurro - 3 stelle (6 raggi) di oro poste 2,1 su azzurro (citato in LEOM) |
|        | Palazzuoli (Firenze, Radicondoli) fabbrica di 4 palazzi al naturale sulla riva di un fiume al naturale - a destra un albero al naturale sulla riva su azzurro Palazzuoli (citato in LEOM) |
|        | Palazzuoli Bevilacqua (Firenze, Fiesole) 3 fasce di vajo su argento (citato in LEOM) |
|        | Paleari o Pagliari (Capriata) Titolo: conti palatini Di [...], al leone (coronato?) di [...], con il capo di [...] carico di un'aquila di [...], nascente alias D'azzurro, a tre covoni d'oro, 2, 1 (citato in (22)) |
|        | Palei (Cortona) D'azzurro, allo scaglione diminuito e riverso d'argento, accompagnato in capo da un crescente rovesciato d'argento (talvolta scorciato), e in punta da un monte di tre cime d'oro alias D'azzurro, allo scaglione diminuito e riverso d'oro, accompagnato in capo da un crescente rovesciato d'argento (talvolta scorciato), e in punta da un monte di tre cime d'oro (citato in (20)) |
|        | Palei (Prato) Di..., allo stelo di..., cimato da una spiga di... e nodrito sul terreno al naturale (citato in (20)) |
|        | Palen (Aosta) D'argento, a tre pali di rosso, con il capo d'oro, carico di una croce di nero, trifogliata (citato in (22)) |
|        | Palenca (Spoleto) avambraccio destro vestito di rosso uscente da destra tenente sulla mano guantata un falco al naturale su azzurro - punta di azzurro su oro (citato in LEOM) |
|        | Paleni (Val Brembana) D'azzurro ad un albero al naturale nodrito su una campagna di verde, cimata da un triregno (citato in Stemmi della Val Brembana (archiviato dall'url originale il 6 gennaio 2013).) |
|        | Palentana (Napoletano) (la blasonatura non è stata ancora caricata) (citato in (24)) |
|        | Palenzona (Tortona) D'azzurro, al sole d'oro, carico di un'aquila coronata, di nero (citato in (22)) |
|        | Paleologi (Monferrato) Titolo: marchesi sovrani del Monferrato Inquartato: al 1° della casa imperiale d'Oriente (di rosso, all'aquila bicipite d'oro); al 2° partito, di Gerusalemme (d'argento alla croce potenziata d'oro, accantonata da quattro crocette dello stesso), e di Aragona-Maiorca (d'oro a cinque pali di rosso); al 3° partito, di Sassonia (fasciato di nero e d'oro, di dieci pezzi, al crancellino di verde in banda), e di Bar (d'azzurro, seminato di crocette, a due pesci barbi addossati in palo, il tutto d'oro); al 4° di Serbia o Paleologo (di rosso, alla croce, accantonata da quattro B greche dello stesso, addossate a due a due); sul tutto, di Monferrato alias Partito, di Paleologo e di Serbia (che è inquartato, al 1° e 4° di rosso, all'aquila bicipite d'oro, al 2° e 3° d'argento, al leone di rosso, sul tutto di rosso, al palo d'argento alias Di rosso, al palo d'argento alias Partito, di Paleologo e di Alençon (citato in (22)) |
|        | Paleologo (Bisanzio) di rosso alla croce di argento accantonata da quattro B affrontati di nero (citato in (4) – Vol. II pag. 387) |
|        | Paleologo d'argento, alla croce patente d'oro, accantonata da quattro crocette dello stesso Motto: Adoramus crucem tuam (citato in (13) – pag. 31) |
|        | Margherita Paleologo (Monferrato) inquartato: nel 1º di rosso all'aquila bicipite spiegata e coronata d'oro, insegna dei Paleologhi e dell'Impero d'Oriente; nel 2º di Gerusalemme partito con quello d'Aragona; nel 3º di Sassonia poiché gli antichi marchesi del Monferrato si dicevano usciti da Vitichindo Duca di Sassonia e perciò portavano quest'arme e quella di Bar a causa che Teodoro II sposò Giovanna figlia di Roberto Duca di Bar nel 1400; nel 4º di rosso alla croce d'oro accantonata da quattro lettere B greche dello stesso, insegna di Costantinopoli. Sul tutto uno scudetto d'argento col capo di rosso pel Monferrato. Gli imperatori di Costantinopoli portarono per insegna la croce accantonata da quattro Beta indicante i quattro motti seguenti: Βαςιλευς, Βαςιλεων, Βαςιλευων, Βαςιλευςι cioè Re dei re Regnante sui Re. Lo scudo a losanga è circondato dalla Cordelliera che fu una istituzione della Regina Anna di Bretagna in onore di San Francesco, nome che portava il padre della stessa Regina (citato in (2) – pag. 176) |
|        | Paleologo (Chiamonte) Di rosso, all'aquila d'oro, coronata dello stesso (citato in (22)) |
|        | Paleotti (Bologna) inquartato: nel 1º e 4º di Francia; nel 2º e 3º d'Inghilterra, alla fascia fasciata d'oro e di nero attraversante; sul tutto d'oro, alla fascia abbassata d'azzurro, sostenente un monte di sei cime di rosso, al capo d'Angiò (citato in (12) – pag. 569) |
|        | Paleotti (Bologna) d'oro, alla fascia abbassata d'azzurro, sostenente un monte di sei cime di rosso; al capo d'Angiò (citato in (12) – pag. 569) |
|        | Paleotti e Paleotti Lanzone (Bologna) Titolo: marchesi di Morano (1685); consignori di Ceva D'oro, alla fascia d'azzurro, sostenente un monte di sei cime, di rosso alias D'oro, alla fascia d'azzurro, sostenente un monte di sei cime, di rosso, con il capo d'Angiò alias Partito, al 1° di Paleotti, al 2° d'azzurro, alla fascia d'oro, a tre lance da torneo, d'argento, disposte in ventaglio e attraversanti sulla fascia (Lanzone) Motto: Hoc virtutis opus (citato in (22)) |
|        | Paleotti (Roma) (la blasonatura non è stata ancora caricata) (Immagine nell' Archivio Storico Capitolino (PDF) (archiviato dall'url originale il 2 febbraio 2014).) |
|        | Paleotti (Porto San Giorgio) angelo in maestà vestito solo di un perizoma al naturale reggente con la destra una bandiera posta in banda di argento su monte a 6 cime di oro uscente dalla punta tutto su azzurro - capo di Francia - trangla di rosso (citato in LEOM) |
|        | Paleotti (Cesena) (la blasonatura non è stata ancora caricata) (citato in BLCW) Immagine in Blasone Cesenate. |
|        | Paleotti Lanzoni (Bologna) fascia di azzurro su oro sormontata da - monte a 6 cime di rosso - capo d'Angiò (sulla prima partizione) - 3 lance da torneo di argento poste a ventaglio su fascia di oro su azzurro (citato in LEOM) |
|        | Palerini (Cesena) (la blasonatura non è stata ancora caricata) (citato in BLCW) Immagine in Blasone Cesenate. |
|        | Palermini (Firenze) D'argento, al leone di verde, armato e lampassato di rosso (citato in (20)) |
|        | Palermo (Sciacca, Palermo, Messina) Titolo: barone di Lazzarino, S. Stefano Inferiore, Calati, Castelluccio; marchese; principe di S. Margherita inquartato 1° di rosso alla fascia d'oro accompagnata da due stelle sotto uno scaglione d'oro, 2° e 3° d'azzurro alla campagna di verde con una scala d'oro in sbarra con un leone rampicante tenente una banderuola di rosso, 4° di rosso alle decusse accantonate di quattro stelle il tutto d'oro (citato in (23) e in Mango) fascia di oro su rosso accompagnata da - 2 stelle (6 raggi) di oro poste in fascia in alto e - scaglione di oro su rosso in basso - leone di oro che si arrampica su una scala a pioli dello stesso posta in sbarra uscente da terrazzo di verde tenente con la zampa anteriore sinistra una banderuola di rosso tutto su azzurro - croce di Sant'Andrea di oro accantonata da 6 stelle (6 raggi) dello stesso su rosso (citato in LEOM) alias partito 1º d'oro con il grifo rampante d'azzurro sormontato da un lambello di rosso di tre pendenti. 2° d'azzurro al leone illeopardito sostenente sul dorso un giglio d'argento (citato in (23), in (25) e in Mango) partito, nel 1° d'oro, con un grifo rampante d'azzurro, sormontato da lambello di rosso, di tré pendenti; nel 2° d'azzurro, con un leone d'oro, sostenendo sul dorso un giglio d'argento (citato in (25)) grifo rampante di azzurro sormontato da - lambello a 5 gocce di rosso su oro - leone passante di oro caricato sulla schiena di un giglio di argento tutto su azzurro (citato in LEOM) alias partito 1º d'azzurro all'aquila di rosso, 2° d'azzurro alla palma sradicata al naturale (citato in (23) e in Mango) aquila coronata di rosso su azzurro - albero di palma sradicato al naturale su azzurro (citato in LEOM) alias partito: nel 1° d'azzurro, all'aquila spiegata di nero coronata di rosso; nel 2° d'azzurro, alla palma sdradicata al naturale (citato in (25)) Cimiero: l'aquila nascente spiegata di nero, imbeccata e coronata d'oro Corona di principe Notizie storiche in Famiglie nobili di Sicilia. Ulteriori notizie storiche in Famiglie nobili di Sicilia. |
|        | Palermo (Vibo Valentia (Monteleone)) Titolo: nobile di Reggio Calabria partito 1º d'azzurro ripartito di un filetto d'oro, al leone d'oro sormontato da un lambello di tre pendenti di rosso, al leone d'oro sormontato da un giglio d'argento, 2° troncato sopra di rosso a tre bottigliette d'oro, sotto a cinque bisanti di rosso (citato in (23)) filetto in palo di oro accompagnato da - 2 leoni rampanti dello stesso sormontati ciascuno di un lambello a 3 gocce di rosso e di un giglio di argento tutto su azzurro - 3 bottiglie di oro poste 1,2 su rosso - 5 palle di rosso poste 1,2,2 su oro (citato in LEOM) |
|        | Paletta o Palletta (Cherasco) D'oro, a due fasce di nero, con la banda di rosso attraversante (citato in (22)) |
|        | Paletta Sigismondi (Verona) leone rampante al naturale coronato di argento su oro - albero di verde su monte a 5 cime dello stesso uscente dalla partizione sostenuto da - 2 leoni controrampanti al naturale su azzurro (citato in LEOM) |
|        | Paletti o Paletis o Paletto (Vercelli) Fasciato di nero e d'argento, con il capo d'oro, carico di un'aquila di nero alias Troncato, d'oro, all'aquila coronata, di nero, e fasciato di nero e d'argento Motto: Me Jupiter alit (citato in (22)) |
|        | Palfrisana (Padova) scaglionato di argento e di rosso (citato in LEOM) |
|        | Paliacho (Sardegna) (la blasonatura non è ancora caricata) |
|        | Paliacio o Palici di Suni (Sassari, Torino, Milano, Roma) D'oro a 4 pali scorciati di nero, sormontati da una cortina (pallio) di rosso, annodata in mezzo e ai lati, con il capo d'azzurro, al sole accostato da 2 stelle i 6 raggi, il tutto al naturale Motto: Sub umbra (citato in DAlena) |
|        | Paliacio o Paliacio di Suni (Sassari) sole raggiante di oro affiancato da - 2 stelle (6 raggi) dello stesso su azzurro - 4 pali scorciati di nero sormontati da un pallio (sciarpa) di rosso disposto a cortina annodato al centro e ai lati tutto su oro (citato in LEOM) |
|        | Palica (Roma) torre rotonda a 2 palchi al naturale senza merli cimata da - una croce latina reggente una bandiera tutto di argento su terrazzo di verde su rosso - braccio destro armato uscente dal lato sinistro della torre impugnante un martello di argento - stella (8 raggi) di oro alla destra della croce su rosso (citato in LEOM) |
|        | Palizzi o Palici o Palizzolo o Palazzolo (Sicilia) Titolo: nobile, cavaliere; barone di Raimone, Tortorici; conte di Asaro, Novara, Capizzi d'azzurro, a tre pali d'argento scorciati aguzzi di sopra e di sotto alias d'azzurro a tre pali scorciati e aguzzi il primo e il terzo (sormontati) di una stella, il tutto d'argento (citato in (23) e in Mango) d'azzurro, a tre pali scorciati ed aguzzati, sormontati il 1° e 3° da una stella di 6 raggi, il tutto d'argento (citato in (25)) Elmo di nobile antico con lambrequini volanti d'azzurro e d'argento, lo scudo accollato da trofeo militare. Notizie storiche in Famiglie nobili di Sicilia. Ulteriori notizie storiche in Famiglie nobili di Sicilia. |
|        | Palizzolo (Palermo) d'azzurro, a tre pali scorciati ed aguzzati, sormontati il 1° e 3° da una stella di 6 raggi, il tutto d'argento (Immagine nella Raccolta stemmi Trippini (JPG).) 3 pali scorciati e aguzzati i laterali sormontati da 2 stelle (6 raggi) tutto di argento su azzurro (citato in LEOM) |

### Pall
| Stemma | Casato e blasonatura |
| ------ | --- |
|        | Palla Strozzi (la blasonatura non è stata ancora caricata) (citato in DAlena) |
|        | Palladini (Catanzaro) Di rosso alla croce scorciata d'argento accantonata da quattro gigli d'oro (citato in DAlena e in BLCL) |
|        | Palladini (Teramo) (DE) In Rot 1 gefülltes silbernes Schlüsselringkreuz (citato in (28)) |
|        | Pallanti (Arezzo, Pistoia) D'azzurro, a tre palle d'oro, 2.1 (citato in (20)) alias D'azzurro, alla fascia d'oro accompagnata da tre palle dello stesso, 2.1 (citato in (20)) (DE) In Blau 1 goldener Balken, begleitet oben von 2, unten von 1 goldenen Scheibe (citato in (28)) |
|        | Pallari (Ovada) D'azzurro, alla colomba d'argento, tenente nel becco degli steli di paglia al naturale, passante su un colle di verde, sormontata da tre stelle di sei raggi d'oro, poste 1, 2 (citato in (35)) |
|        | Pallastrelli di Celleri (Piacenza) leone rampante di nero accompagnato da - 6 fiamme di rosso poste in orlo su oro (citato in LEOM) |
|        | Pallavicini (Roma) (la blasonatura non è stata ancora caricata) (Immagine nell' Archivio Storico Capitolino (PDF) (archiviato dall'url originale il 2 febbraio 2014).) |
|        | Pallavicini (Genova, Pegli, Torino, Milano, Roma) scaccato di oro e di azzurro (9 pezzi) - fascia scorciata doppiomerlata di 3 pezzi di nero su oro in capo (steccato) (citato in LEOM) |
|        | Pallavicini o Rospigliosi Pallavicino (Roma) scaccato di oro e di azzurro (9 pezzi) - fascia scorciata doppiomerlata di 4 pezzi di nero su oro in capo (citato in LEOM) |
|        | Pallavicini (Cremona) Titolo: marchesi cinque punti d'argento equipollenti a quattro di rosso; col capo d'oro all'aquila di nero (citato in BLCR) Immagine in Blasonario Cremonese (archiviato dall'url originale il 7 aprile 2014). |
|        | Pallavicini (la blasonatura non è stata ancora caricata) (citato in CASN) Immagine in http://opac.casanatense.it/GEIDEFile/D805.JPG?Archive=129495794767&File=csst0071_JPG |
|        | Pallavicini (la blasonatura non è stata ancora caricata) (citato in CASN) Immagine in http://opac.casanatense.it/GEIDEFile/D87.JPG?Archive=129416894769&File=csst0072_jpg |
|        | Pallavicini (Genova, Sicilia) Titolo: barone di Palazzolo, Fiumefreddo; conte di Favignana; marchese, marchese di Antella; duca a cinque punti d'oro, equipollenti a quattro d'azzurro, col capo d'argento, caricato di uno steccato scorciato di nero (citato in (7) – pag. 164, in Mango e in (25)) Corona di marchese Notizie storiche in Famiglie nobili di Sicilia. Ulteriori notizie storiche in Famiglie nobili di Sicilia. |
|        | Pallavicini di Genova (Cesena) (la blasonatura non è stata ancora caricata) (citato in BLCW) Immagine in Blasone Cesenate. |
|        | Pallavicini di Roma (Cesena) (la blasonatura non è stata ancora caricata) (citato in BLCW) Immagine in Blasone Cesenate. |
|        | Pallavicino (Genova) cinque punti d'oro equipollenti a 4 d'azzurro, col capo d'argento, caricato dello steccato scorciato di nero (citato in (4) – Vol. II pag. 343) |
|        | Pallavicino (Genova) scaccato di oro e di azzurro (9 pezzi) - stecconata di 4 pali di oro su argento in capo (citato in LEOM) |
|        | Pallavicino (Frignano) Cinque punti d'oro equipollenti a quattro d'azzurro; al capo d'oro alla fascia scorciata doppiomerlata di tre pezzi di nero (citato in DAlena) |
|        | Pallavicino (Molise) scaccato di 5 punti di rosso equipollenti a 4 d'argento col capo d'oro all'aquila coronata spiegata di nero (citato in DAlena) |
|        | Pallavicino (Torino) Titolo: marchesi di Briga, Cigliè e Roccacigliè, Frabosa Soprana e Sottana, Mombaruzzo, Morbello, Mornese, Murazzano, Priola; conti di Gonzole, Marmorito, Mombasiglio, Montaldo, Quaranti, Stroppo, Villar S. Costanzo; baroni di Gignod; signori di Bosses, Bossolasco, Bruzolo, Calciana Inferiore, Chignolo Po, Cocconato, Garessio, Masone, Morozzo, Nucetto, Passerano, Somano, Stupinigi; consignori di Capriglio, Castellino Tanaro, Ceva, Pamparato, Perlo, Primeglio, S. Michele Scaccato di dodici pezzi, d'argento e di rosso, con il capo d'oro, carico di un'aquila bicipite di nero, coronata e armata di rosso alias Troncato, al 1° d'oro, all'aquila di nero bicipite, coronata e armata di rosso, al 2° scaccato, di dodici pezzi, d'argento e di rosso (citato in (22)) aquila bicipite di nero coronata di rosso su oro - scaccato di argento e di rosso (12 pezzi) (citato in LEOM) (citato in (22)) alias Troncato, al 1° d'oro, all'aquila di nero bicipite, coronata e armata di rosso, al 2° scaccato, di dodici pezzi, di rosso e d'argento (citato in (22)) alias Inquartato, al 1° di Westfalia, al 2° di La Creste, al 3° d'Armenia, al 4° di Pont St. Martin, sul tutto di Pallavicino (citato in (22)) alias Inquartato, al 1° di Westfalia, al 2° di La Creste, al 3° d'Armenia, al 4° di Quart, sul tutto di Pallavicino (citato in (22)) alias Troncato, al 1° d'oro, all'aquila bicipite, di nero; al 2° cinque punti d'argento equipollenti a quattro di rosso (citato in (22)) alias Cinque punti d'oro equipollenti a quattro d'azzurro, con il capo d'oro, alla fascia scorciata doppiomerlata di tre pezzi, di nero (citato in (22)) alias D'oro, troncato da un filetto di nero, il primo alla stecconata, di tre pali, scorciata, di nero; il secondo a quattro punti d'azzurro equipollenti (citato in (22)) Motto: Servir y aguardar - Non flector |
|        | Pallavicino o Pallavicino Mossi (Parma, Roma, Torino, terlago, Trento) scaccato di argento e di rosso (9 pezzi) -capo d'Impero (citato in LEOM) |
|        | Pallavicino Clavello (Milano) scaccato di rosso e di argento (9 pezzi) - capo d'Impero (citato in LEOM) |
|        | Pallavicino Mossi (Parma, Torino) Titolo: marchesi Cinque punti d'argento equipollenti a quattro di rosso, con il capo d'oro, all'aquila coronata, di nero (citato in (22)) |
|        | Pallavicino Trivulsio (Torino) scaccato di rosso e di argento (9 pezzi) - capo d'Impero (citato in LEOM) |
|        | Pallazza o Palazzo (Ovada) Di verde, al palazzo d'argento, finestrato d'azzurro, aperto e coperto di rosso, con tre comignoli dello stesso, posti 1, 2, sormontato da tre stelle di sei raggi d'oro, male ordinate (citato in (35)) |
|        | Palli (Firenze) Di..., al leone di..., tenente con la branca anteriore destra una croce latina di... (citato in (20)) |
|        | Palli (Livorno) D'azzurro, all'albero di pino al naturale, nodrito sul terreno dello stesso, e sostenuto da due leoni d'oro, controrampanti al tronco (citato in (20)) albero di pino al naturale nodrito su terrazzo di verde uscente dalla punta sorretto da - 2 leoni controrampanti di oro tutto su azzurro (citato in LEOM) |
|        | Palli (Prato) D'azzurro, al gattopardo rampante rivolto d'oro, tenente nella branca destra una palla dello stesso, e alla fascia diminuita attraversante di rosso; il tutto accompagnato da tre stelle a sei punte d'oro, ordinate in capo alias D'azzurro, al gattopardo rampante rivolto d'oro, tenente nella branca destra una palla dello stesso, e alla fascia diminuita attraversante di rosso; il tutto accompagnato da tre stelle a sei punte d'oro, ordinate 1.2 alias D'azzurro, al gattopardo rampante rivolto d'oro, tenente nella branca destra una palla dello stesso, e alla sbarra diminuita attraversante di rosso; il tutto accompagnato da tre stelle a sei punte d'oro, ordinate in capo alias D'azzurro, al gattopardo rampante rivolto d'oro, tenente nella branca destra una palla dello stesso, e alla sbarra diminuita attraversante di rosso; il tutto accompagnato da tre stelle a sei punte d'oro, ordinate 1.2 (citato in (20)) |
|        | Palliani (Arezzo) Di rosso, alla banda d'oro accompagnata da due palle dello stesso, 1.1, e caricata di tre gigli d'azzurro posti nel senso della pezza (citato in (20)) |
|        | Pallieri (Moretta) Titolo: conti D'argento, alla fascia di rosso, carica di tre pianticelle di frumento, d'oro, spigate d'argento, con il capo d'azzurro, carico di un sole d'oro Motto: Non sine fructu (citato in (22)) |
|        | Pallieri (Moretta) fascia di oro su troncato di azzurro e di rosso - sole raggiante di oro su azzurro - 3 spighe legate poste a ventaglio di oro su rosso (citato in LEOM) |
|        | Palliero o Pagliero (Nizza) D'azzurro, alla fascia d'argento, accompagnata in capo da tre stelle d'oro, ordinate in fascia, in punta da tre spighe di frumento, d'oro, una accanto all'altra (citato in (22)) |
|        | Pallini (Venezia) d'azzurro, a due palette di ferro poste in croce di Sant'Andrea, accantonate da quattro bisanti d'oro (citato in (2) – pag. 257 e in DAlena) |
|        | Pallio o Pallido (Asti, Alba, Casale) Titolo: conti di Cortandone, Rinco; signori di Castelcebro, Cereseto; consignori di Burio, Govone, Grinzane, Murisengo, Ponzano, Romanisio, Tonco, Villadeati Trinciato d'argento e di rosso alias Trinciato di rosso e d'argento Motto: Venena pello (citato in (22)) |
|        | Palliola (Nola, Roma, Boston) Titolo: nobile partito, nel 1° d'azzurro ad una terrazza di verde con un albero al naturale, sostenuto da due leoni d'oro; nel 2° di oro all'aquila coronata dallo stesso, ad una crocetta di rosso in cuore (citato in (24)) alias semitroncato partito, nel 1° d'azzurro ad una terrazza di verde con un albero al naturale, sostenuto da due leoni d'oro; nel 2° di nero a tre brocche poste due e una di oro; nel 3° di oro all'aquila coronata dallo stesso, ad una crocetta di rosso in cuore (citato in (24)) |
|        | Palliuzza (Ovada) D'azzurro, a due mani d'argento, vestite di rosso, poste una sopra l'altra, nell'atto di impugnare quattro spighe di grano al naturale, disposte in ventaglio, accompagnate nel capo da tre stelle di sei raggi d'oro poste 1, 2 (citato in (35)) |
|        | Palloni (Livorno) D'oro, alla fascia di rosso caricata di tre palle d'argento (citato in (20)) |
|        | Pallotta (Messina) d'azzurro, a due fasce abbassate d'oro, sostenenti due leoni controrampanti dello stesso, tenenti una palla, sormontata da una stella, il tutto d'argento (citato in Mango) |
|        | Pallotta (Caldarola, Roma, Montecassiano) fascia di rosso su - braccio destro armato uscente da sinistra afferrante con la mano guantata uno staffile formato da 3 catene terminanti con una sferetta di acciaio posto in banda tutto al naturale - stella (6 raggi) di oro in alto su azzurro (citato in LEOM) |
|        | Pallotta (Caldarola, Roma, Montecassiano) 2 leoni controrampanti di oro afferranti con le zampe anteriori una palla dello stesso su - campagna al naturale attraversata da 2 fasce di oro - stella (6 raggi) di oro in alto su azzurro (citato in LEOM) |